# La Pobla de Lillet
La Pobla de Lillet – hiszpańskie miasto i gmina w Katalonii, w prowincji Barcelona, w comarce Berguedà.

## Położenie
Gmina znajduje się w północno-wschodniej części comarki Berguedà. Graniczy z Ripollés, w pobliżu znajduje się rzeka Llobregat. Najbliżej położonymi miejscowościami są: Castellar de N'Hug (od północy), Gombren (od zachodu) oraz Guardiola de Berguedà.

## Podział administracyjny
La Pobla de Lillet dzieli się na osiem dzielnic. Są to: Les Coromines, La Plana, La Vila, El Firal, La Mola, El Carrilet, El Capdevall i Comafiguera.

## Gospodarka
Podstawowym źródłem dochodów jest przemysł. Przez wiele lat miejscowość była jednym z głównych ośrodków przemysłu włókienniczego na terenie Katalonii. Rolnictwo nie odgrywa znaczącej roli, jednak w gminie występują liczne farmy, które zajmują się głównie hodowlą bydła domowego.

## Demografia
| 1900  | 1930  | 1950  | 1970  | 1981  | 1986  | 2009  |
| ----- | ----- | ----- | ----- | ----- | ----- | ----- |
| 1 340 | 2 674 | 2 468 | 2 469 | 2 003 | 1 915 | 1 312 |